# Fräschels
Fräschels (franska: Frasses) är en ort och kommun i distriktet Lac i kantonen Fribourg, Schweiz. Kommunen hade 440 invånare (2023).